# Benjamin Rost
Benjamin Rost (* 1987 in Augsburg) ist ein deutscher Filmregisseur und Drehbuchautor.

## Leben und Werk
Nach seinem Abitur machte Rost eine Ausbildung bei der Bayerischen Akademie für Fernsehen und schloss diese 2009 ab. Anschließend studierte er in München Philosophie und Politikwissenschaften an der Hochschule für Politik München und im Anschluss Dokumentarfilm-Regie an der Filmakademie Baden-Württemberg in Ludwigsburg. 
Er schloss sein Studium 2019 mit dem Dokumentarfilm A Portrait on the Search for Happiness ab, der 2020 bei den Hofer Filmtagen uraufgeführt wurde und auch im TV bei SWR / ARD zu sehen war. Der Film bekam zahlreiche Preise und erhielt gute Pressestimmen. 2023 erschien sein Film Harraga - Those who burn their lives, der einen bundesweiten Kinostart hatte und für den Deutschen Dokumentarfilmpreis nominiert war.
Benjamin Rosts Filme beschäftigen sich vor allem mit sozialpolitischen und gesellschaftsrelevanten Themen und liefen unter anderem auf der Dok Leipzig, Dok.Fest München, Camerimage und One World Human Rights Film Festival. 
Seit 2016 ist Rost Stipendiat der Studienstiftung des deutschen Volkes. Zwischen 2017 und 2019 lebte Rost in Johannesburg / Südafrika und Kigali/Ruanda und betreute für die Gesellschaft für Internationale Zusammenarbeit den Aufbau der Jugendsendung Iwacu. Er arbeitet zudem regelmäßig als fest-freier Autor und Regisseur für den Bayerischen Rundfunk. und gestaltet dort Kurz- und Langformate. 
Der Dokumentarfilm Born to Fake über den Medienfälscher Michael Born, den er zusammen in Regie mit Erec Brehmer gemacht hat, erschien am 42. Filmfest München 2025 und erhielt zahlreiche positive Pressestimmen (u. a. in den Tagesthemen und Deutschland Radio Kultur).

## Filmografie (Auswahl)
- 2018: Nachtwanderer (Dokumentarfilm)
- 2018: Ella (Kurzfilm)
- 2020: A Portrait on the Search for Happiness (Dokumentarfilm)
- 2023: Harraga – Those who burn their lives[8] (Dokumentarfilm)
- 2023: Galleripky[9] – Fotografie mit Paul Ripke (Dokumentarische Serie, 4 Folgen)
- 2025: Blende und Beton (Dokumentarische Serie, 3 Folgen)[10][11]
- 2025: Born to Fake[12][13][14] (Dokumentarfilm - zusammen mit Erec Brehmer)